# Tlachiquile
Tlachiquile är en ort i Mexiko.   Den ligger i kommunen Ixhuatlán de Madero och delstaten Veracruz, i den sydöstra delen av landet, 180 km nordost om huvudstaden Mexico City. Tlachiquile ligger 378 meter över havet och antalet invånare är 494.
Terrängen runt Tlachiquile är huvudsakligen kuperad, men österut är den platt. Tlachiquile ligger uppe på en höjd. Runt Tlachiquile är det ganska tätbefolkat, med 96 invånare per kvadratkilometer. Närmaste större samhälle är La Ceiba, 11,5 km nordost om Tlachiquile. Omgivningarna runt Tlachiquile är en mosaik av jordbruksmark och naturlig växtlighet.